# Le Planquay
Le Planquay é uma comuna francesa na região administrativa da Normandia, no departamento de Eure. Estende-se por uma área de 4 km². Em 2010 a comuna tinha 160 habitantes (densidade: 40 hab./km²).